# BMW 760
BMW 760 — автомобіль класу люкс, який належить до 7 серії, вперше представлений у 2002 році. Існує в кузовах седан і лімузин. Існують такі модифікації моделі:
- BMW E65/E66 (2002—2008);
- BMW F01/F02 (2009—2015).

## Опис
Серед седанів BMW 760 один з найбільших, тому що довший на 14 см, аніж усі представники 7 серії, довжина яких 5,12 м. Завдяки системі динамічного демпфування можна обрати такі режими їзди як Comfort, Normal, Sport. Має 6-літровий 12-циліндровий двигун та 8-ступінчасту автоматичну коробку передач ZF. 
У BMW 760 2015 року є неймовірний список стандартних розкішних характеристик, таких як: 
- чотиризонний автоматичний клімат-контроль;
- потужний люк на даху;
- глянсова дерев'яна обробка;
- підігрів і охолодження;
- 16-контактні багатоконтурні передні сидіння;
- підігрів і охолодження заднього сидіння з функціями живлення та пам'яті;
- багажник з кришкою;
- звукова система преміум;
- голосова активація навігаційної системи на 10,2-дюймовий кольоровий монітор;
- радіо HD та екстрені інформаційні повідомлення BMW Assist.

Стандартні гусеничні шини мають 19-дюймові легкосплавні диски, стандартний контроль за паркуванням з камерою об'ємного перегляду, адаптивні гальмівні ліхтарі, регульовані адаптивні світлодіодні фари, активна безпека. 

## Огляд моделі

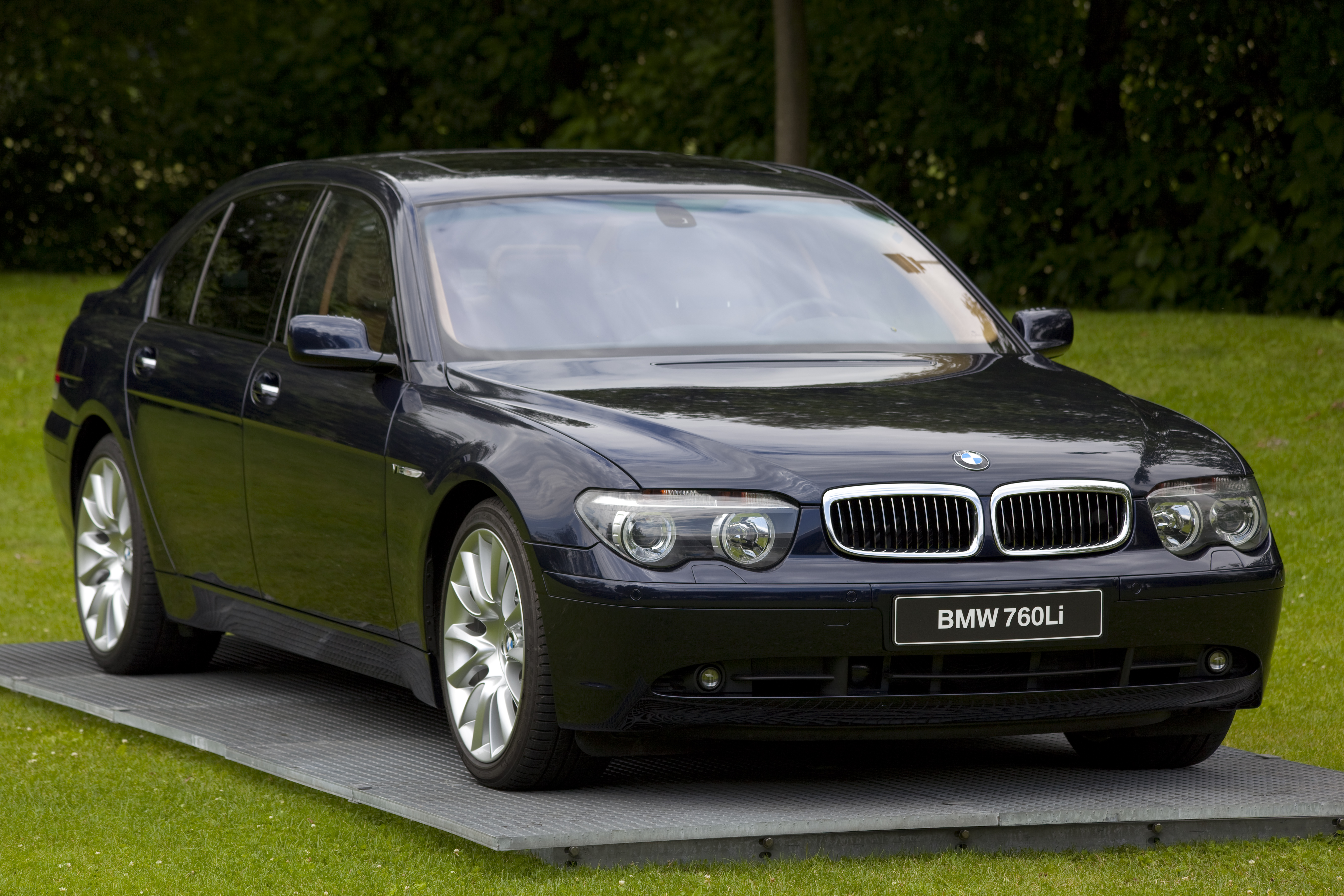
BMW 760Li (E66)
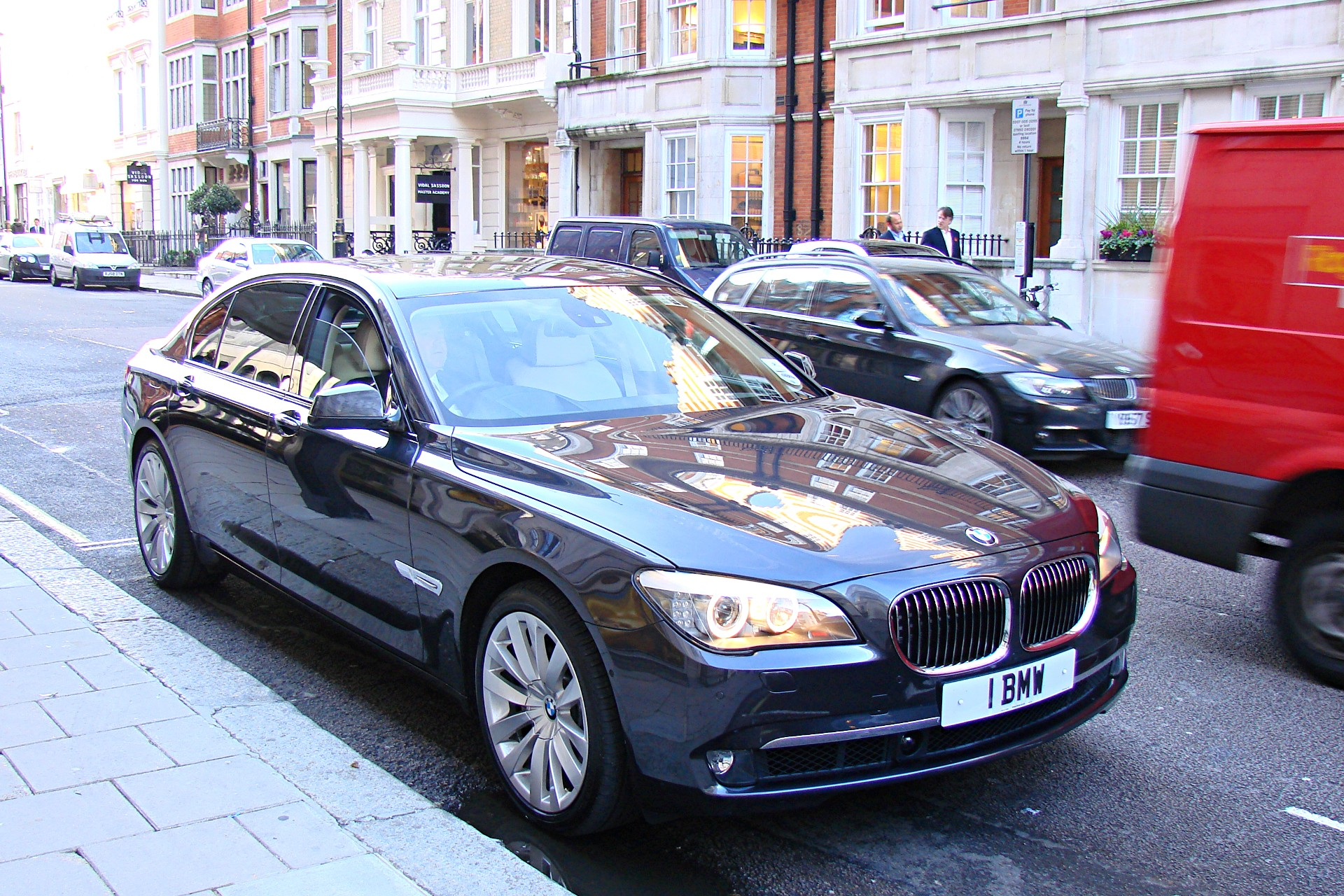
BMW 760 Li (F02)
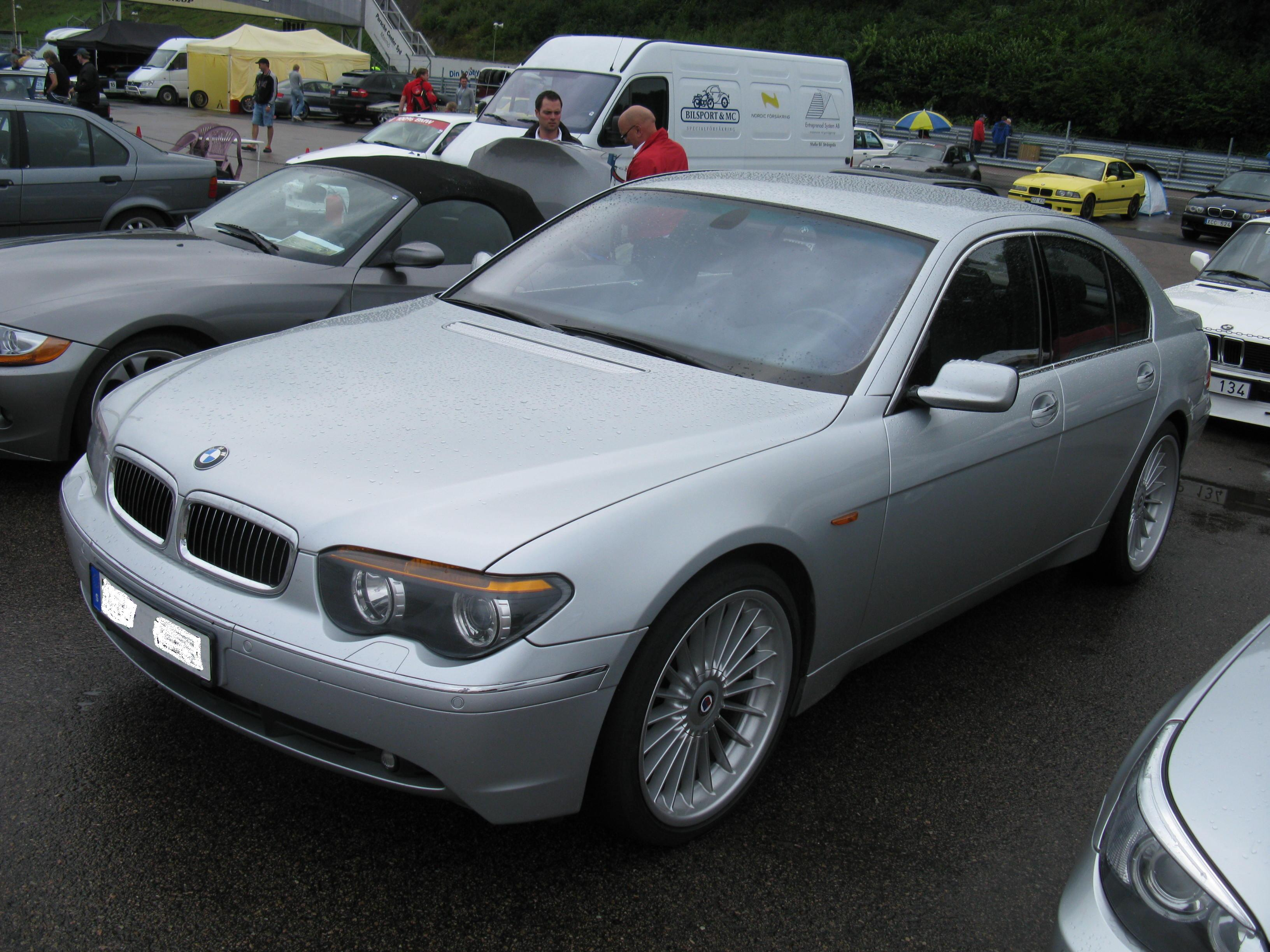
BMW 760i